# Hidden Meadows (Kalifornija)
Hidden Meadows je naseljeno područje za statističke svrhe u američkoj saveznoj državi Kalifornija. Prema popisu stanovništva iz 2010. u njemu je živjelo 3.485 stanovnika.